# Donald Burmister
Donald Martin Burmister  (* 1895; † 19. Mai 1981 in Battle Creek (Michigan)) war ein US-amerikanischer Bauingenieur und Geotechniker.
Er studierte an der Columbia University und wurde dort 1929 Instructor. Auf Anregung des Dekans James Kip Finch befasste er sich mit Bodenmechanik, einer damals noch jungen Disziplin, und 1933 eröffnete er eines der ersten Bodenmechanik-Labore in den USA. 1963 ging  er in den Ruhestand.
Er war geotechnischer Berater bei über 400 Projekten, darunter das Brookhaven National Laboratory, die Brücken Throgs Neck, Tappan Zee und Verazano Narrows, die erste New Yorker Weltausstellung 1939 in Flushing Meadows (mit schwierigem Baugrund auf einem ehemaligen Aschedepot) und den Umbau des Weißen Hauses in Washington 1950, das damals ein Stahlskelett erhielt. Burmister konnte damals die Gründung im Kies in 22 Fuß Tiefe freigeben (statt im Fels in 78 Fuß Tiefe).
Er entwickelte Testverfahren in der Bodenmechanik und ein Bodenklassifikatonssystem, das im Gegensatz zum gebräuchlichen Standardsysteme auch mineralogische und geologische Informationen sowie Farbe und Textur einbezieht. Schon in den 1950er Jahren benutzte er Computer in einem Forschungsprojekt über mehrfach geschichtete Straßendecken. Er löste den elastischen Fall der Spannungsverteilung einer Punktlast im Fall geschichteter Böden (mit deutlichen Abweichungen vom Standardfall ohne Schichtung nach Joseph Boussinesq).
Er war Fellow der American Society of Civil Engineers. 1979 erhielt er die Egleston Medal der Columbia University.

## Schriften
- Notes on Soil Mechanics, Columbia University 1934
- The Theory of Stresses and Displacements in Layered Systems and Application to the Design of Airport Runways, Proceedings, Highway Research Board 1943
- The General Theory of Stresses and Displacements in Layered Soil Systems, Journal of Applied Physics, Band 16, 1945